# تویوتا کمری (ایکس‌وی۷۰)
تویوتا کمری ایکس وی۷۰ یک خودروی اندازه متوسط است که توسط تویوتا به عنوان نسل هشتم مدل جهانی کمری تولید شده‌است و در نمایشگاه بین‌المللی خودروی ژانویه ۲۰۱۷ آمریکای شمالی معرفی شد. تولید این خودرو در آمریکای شمالی از ژوئن ۲۰۱۷ آغاز شد و فروش اواخر ژوئیه ۲۰۱۷ آغاز شد. این اتاق بر روی پلتفرم GA-K ساخته شده‌است.

## موتورها
| شاسی | مدل          | موتور                                                   | قدرت                         | گشتاور                       | انتقال                |
| ---- | ------------ | ------------------------------------------------------- | ---------------------------- | ---------------------------- | --------------------- |
| XV70 | ASV71 (FWD)  | 2.0 L 6AR-FSE خطی-چهار (بنزینی)                         | ۱۲۳ کیلووات (۱۶۵ اسب بخار)   | ۱۹۹ نیوتن متر (۱۴۷ پوند-فوت) | ۶ سرعت U761E اتوماتیک |
| XV70 | ASV71 (FWD)  | 2.0 L 6AR-FBS چهار خطی (بنزینی)                         | ۱۲۳ کیلووات (۱۶۵ اسب بخار)   | ۱۹۹ نیوتن متر (۱۴۷ پوند-فوت) | ۶ سرعت U761E اتوماتیک |
| XV70 | MXVA71 (FWD) | 2.0 L M20A-FKS چهار خطی (بنزینی)                        | ۱۳۱ کیلووات (۱۷۶ اسب بخار)   | ۲۱۰ نیوتن متر (۱۵۵ پوند-فوت) | CVT K120 اتوماتیک     |
| XV70 | ASV70 (FWD)  | 2.5 L 2AR-FE چهار خطی (بنزینی)                          | ۱۳۲ کیلووات (۱۷۷ اسب بخار)   | ۲۳۳ نیوتن متر (۱۷۲ پوند-فوت) | ۶ سرعت U761E اتوماتیک |
| XV70 | AXVA70 (FWD) | 2.5 L A25A-FKS خط چهار (بنزینی)                         | ۱۵۱٫۵ کیلووات (۲۰۳ اسب بخار) | ۲۴۹ نیوتن متر (۱۸۴ پوند-فوت) | ۸ سرعت UA80E اتوماتیک |
| XV70 | AXVA70 (FWD) | 2.5 L A25A-FKS خط چهار (بنزینی)                         | ۱۵۳٫۵ کیلووات (۲۰۶ اسب بخار) | ۲۵۲ نیوتن متر (۱۸۶ پوند-فوت) | ۸ سرعت UA80E اتوماتیک |
| XV70 | AXVA70 (FWD) | 2.5 L A25A-FKB خط چهار (بنزینی)                         | ۱۵۴ کیلووات (۲۰۷ اسب بخار)   | ۲۵۰ نیوتن متر (۱۸۴ پوند-فوت) | ۸ سرعت UA80E اتوماتیک |
| XV70 | AXVA75 (AWD) | 2.5 L A25A-FKS خط چهار (بنزینی)                         | ۱۵۱ کیلووات (۲۰۲ اسب بخار)   | ۲۴۷ نیوتن متر (۱۸۲ پوند-فوت) | ۸ سرعت UA80E اتوماتیک |
| XV70 | AXVH70 (FWD) | 2.5 L A25A-FXS I4 (هیبریدی بنزینی) + موتور الکتریکی 5NM | ۱۳۱ کیلووات (۱۷۶ اسب بخار)   | ۲۲۱ نیوتن متر (۱۶۳ پوند-فوت) | eCVT T110 اتوماتیک    |
| XV70 | AXVH75 (FWD) | 2.5 L A25A-FXS I4 (هیبریدی بنزینی) + موتور الکتریکی 5NM | ۱۳۱ کیلووات (۱۷۶ اسب بخار)   | ۲۲۱ نیوتن متر (۱۶۳ پوند-فوت) | eCVT T110 اتوماتیک    |
| XV70 | GSV70 (FWD)  | 3.5 L 2GR-FKS V6 (بنزین)                                | ۲۲۴ کیلووات (۳۰۰ اسب بخار)   | ۳۶۲ نیوتن متر (۲۶۷ پوند-فوت) | ۸ سرعت UA80E اتوماتیک |

## ایمنی
| امتیازات از مؤسسه ASEAN NCAP |               |
| ستاره‌های کلی                 | 5/5 ستاره     |
| سرنشین بزرگسال               | ۳۵٫۳۱ / ۳۶٫۰۰ |
| سرنشین کودک                  | ۴۴٫۴۴ / ۴۹٫۰۰ |
| کمک ایمنی                    | ۱۴٫۲۲ / ۱۸٫۰۰ |

## نگارخانه

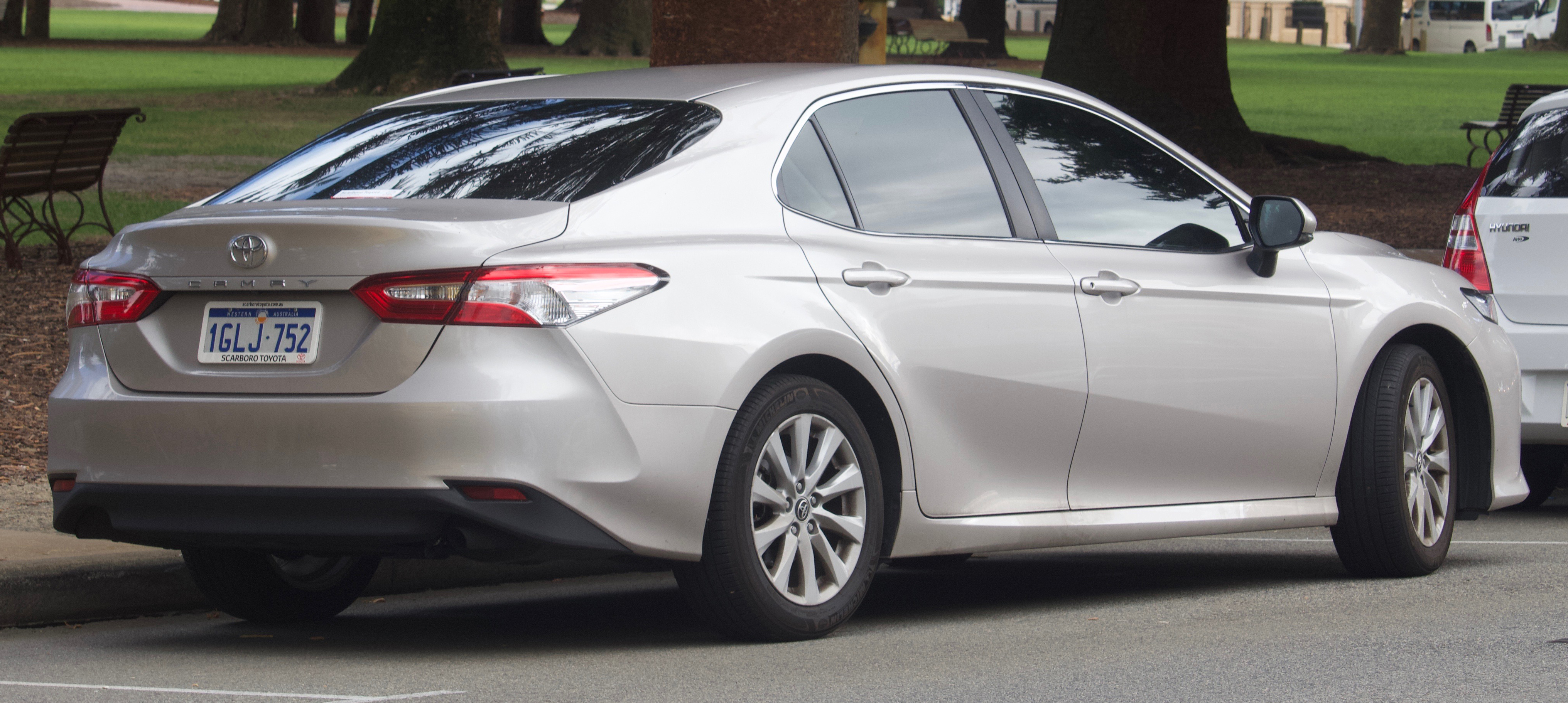
فیس لیفت ۲۰۱۸
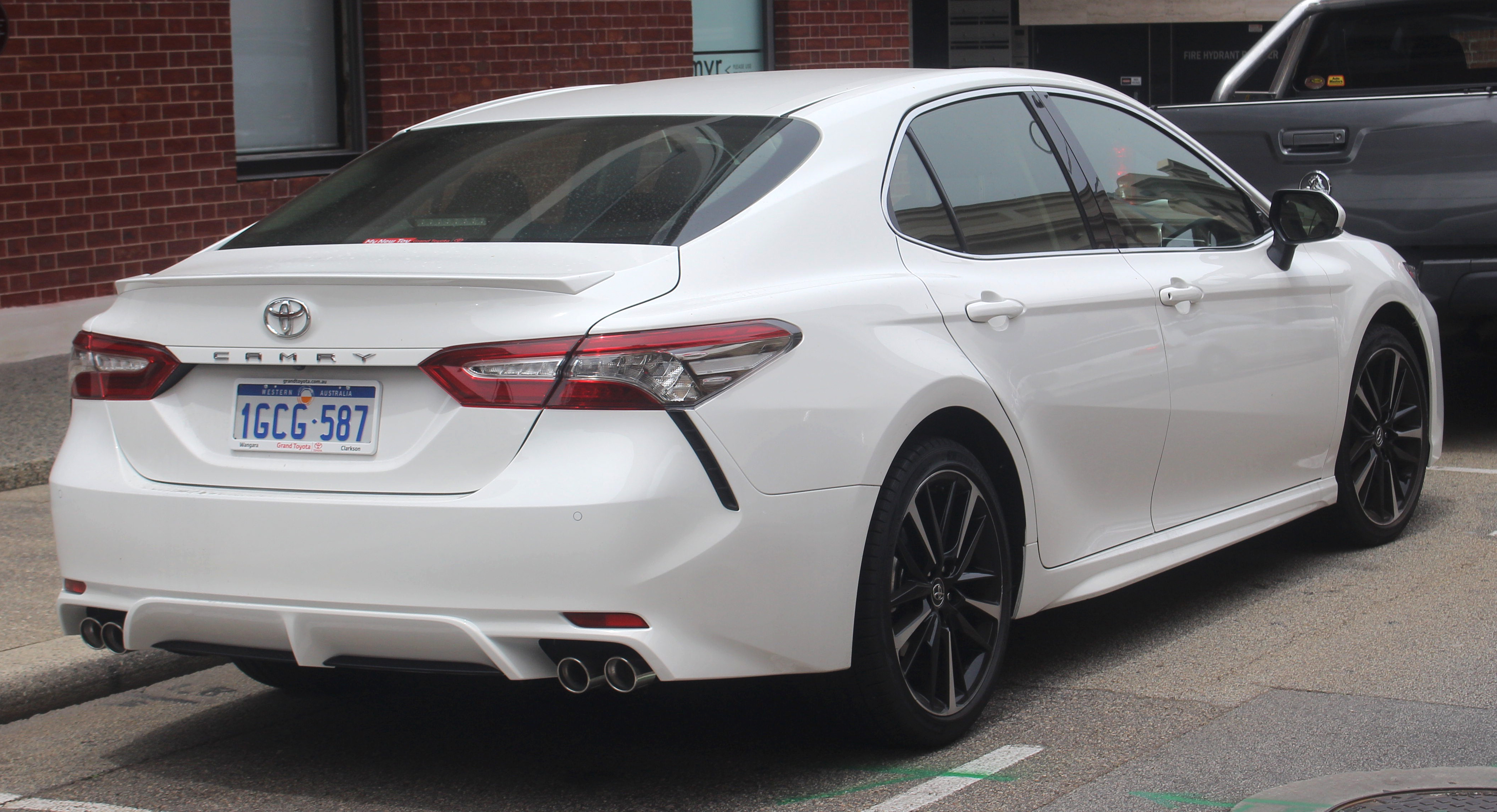
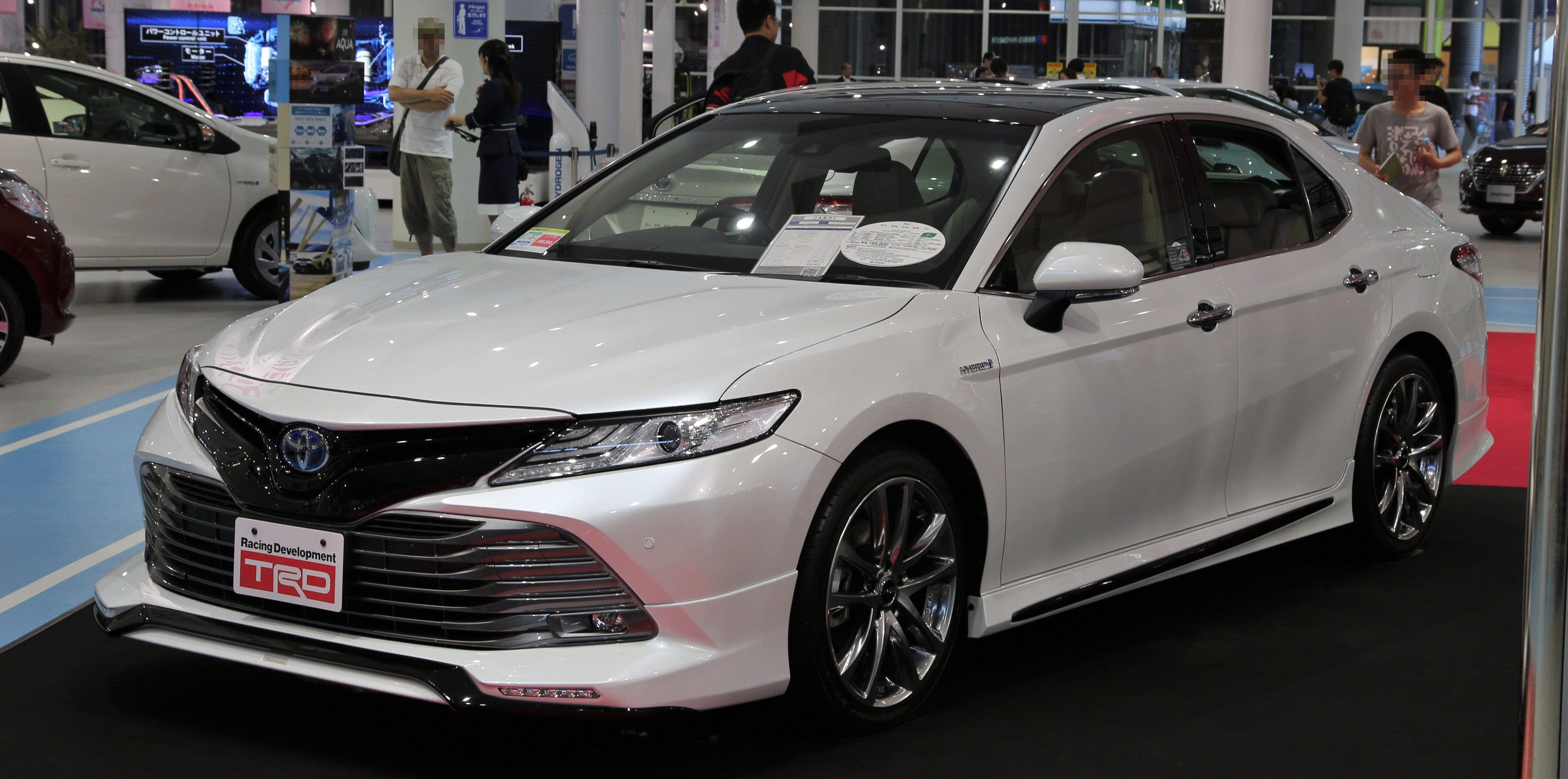
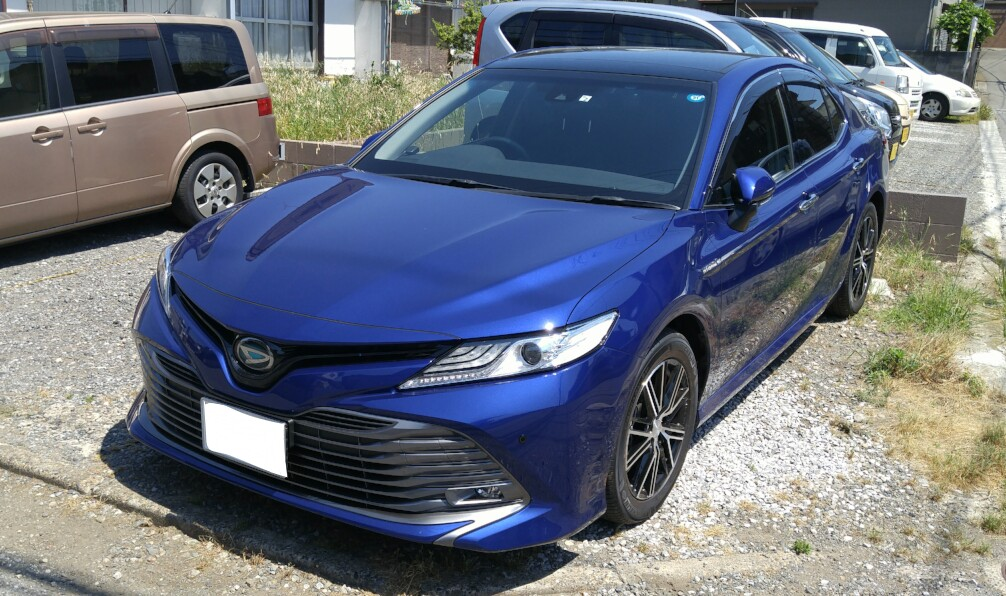
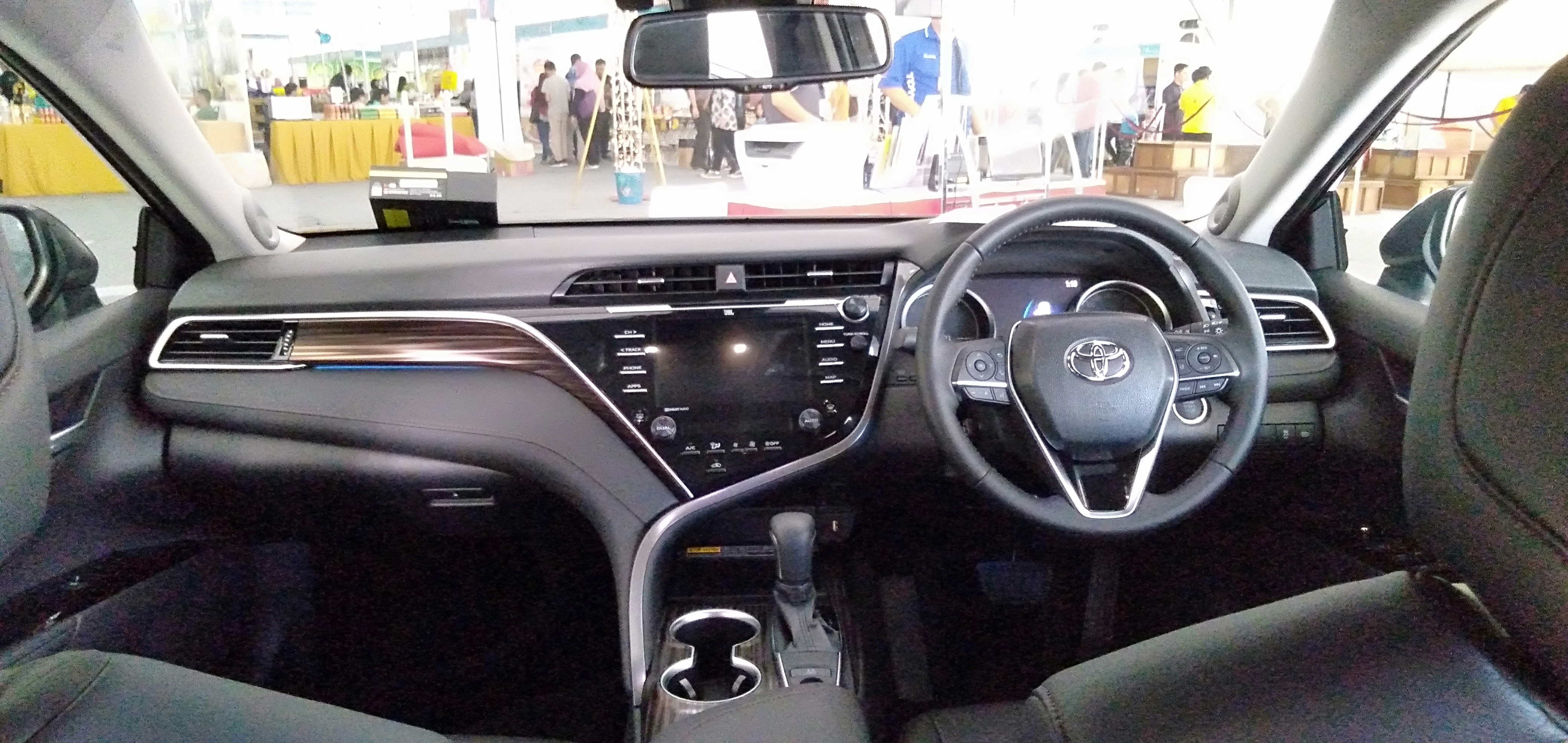